# Sid Bernstein

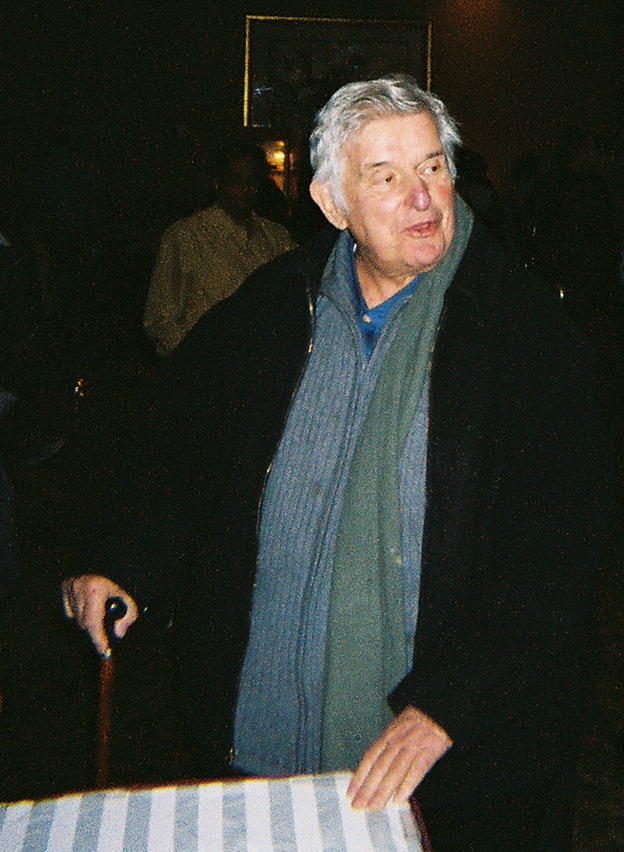
Sid Bernstein (2009)

Sidney („Sid“) Bernstein (* 12. August 1918 in Manhattan, New York City; † 21. August 2013 ebenda) war ein US-amerikanischer Musikproduzent, -manager und Konzertveranstalter.

## Leben
Bernstein wurde von Jüdisch-russischen Immigranten adoptiert. Im Zweiten Weltkrieg war er als Soldat der US Army während der Ardennenoffensive in Frankreich. Nach Kriegsende betrieb er dort einen Nachtclub für US-Soldaten, nach seiner Rückkehr in die USA organisierte er zunächst Tanzveranstaltungen für Alleinstehende und leitete dann den Trocadero Club in der Bronx. 1950 gründete er gemeinsam mit Bert Berns das Plattenlabel Magic Records. 1961 leitete er vorübergehend, allerdings mit weniger Erfolg, das Newport Jazz Festival. In den 1960er Jahren prägte Bernstein die amerikanische Rockmusikszene erheblich mit, indem er – zunächst als Mitarbeiter der Buchungsagentur General Artists Corporation, die seinem Vorschlag erst skeptisch gegenüberstand – britische Gruppen in die Vereinigten Staaten brachte, was zur sogenannten British Invasion beitrug. Dazu kam es, weil Bernstein einen Englisch-Sprachkurs besucht hatte und dort britische Tageszeitungen zu lesen hatte, die von dem enormen Erfolg insbesondere einer in den USA noch fast unbekannten Band namens The Beatles jenseits des Atlantiks berichteten. Nach Verhandlungen ab März 1963 mit deren Manager Brian Epstein, der zu diesem Zeitpunkt auch noch nicht von einem Markterfolg in den USA überzeugt war, gaben die Beatles schließlich im Februar 1964, wenige Tage nach einem ersten Auftritt in der Ed Sullivan Show ihr erstes, berühmt gewordenes US-Konzert in der Carnegie Hall. Bernstein bezeichnete den Auftritt später als „unhearable“ (unanhörbar), da man durch das ohrenbetäubende Kreischen der Fans kaum etwas von der Musik mitbekam. Weitere Künstler waren The Rolling Stones, Herman’s Hermits, The Moody Blues und The Kinks. Das erste US-Konzert der Stones buchte Bernstein ebenfalls in der ehrwürdigen Carnegie Hall. Da deren Fans sich ungebührlich gegenüber den Platzanweisern benahmen, mit den Füßen auf die Sitze stiegen und generell Unordnung hinterließen, durfte Bernstein dort jahrelang nicht mehr buchen und musste auf das Paramount Theater und die Academy of Music ausweichen. Während fünf Jahren Zusammenarbeit als ihr Manager war er wesentlich am Bekanntwerden der Rascals beteiligt. Er förderte die Karrieren von Judy Garland und Ray Charles wie auch von ABBA und Tony Bennett. Weitere Interpreten, für die er Konzerte oder Tourneen organisierte, waren beispielsweise Lenny Kravitz, Frank Sinatra, Jimi Hendrix, Laura Branigan, Melanie, Sly & the Family Stone, The Animals, Tito Puente, Miles Davis, Nina Simone und Ruth Brown. Zahlreichen israelischen Musikern verschaffte er in den frühen 1960er Jahren erste Auftritte in den USA.
Bernstein war der erste, der Rockkonzerte in Sportstadien organisierte: Die Beatles traten 1965 im New Yorker Shea Stadium auf; er war auch Veranstalter der ersten Konzerte im Madison Square Garden.
Sid Bernstein schrieb mehrere Bücher zur Musikgeschichte seiner Zeit als Allein- oder Co-Autor. Im Alter von 93 Jahren veröffentlichte er 2012 im Internet sein Gesangs-Debütalbum, auf dem er einige seiner Lieblingssongs interpretierte. Sein Leben wird in dem Dokumentarfilm Sid Bernstein Presents… erzählt, der 2010 Premiere hatte.